# میخائیل فدونکین
میخائیل فدونکین (انگلیسی: Mikhail Fedonkin؛ زادهٔ ۱۹ ژوئن ۱۹۴۶) دانشمند در زمینه دیرینه‌شناسی اهل اتحاد جماهیر شوروی سوسیالیستی است.